# ESME Sudria
ESME Sudria (ESME, Sudria) to jedna z francuskich politechnik zaliczanych do Grandes Ecoles. Popularnie nazywana Sudria, czyli Esme.
Nazwa historyczna: École Spéciale de Mécanique et d'Électricité.
Najbardziej znani absolwenci:
- Marie-Louise Paris 1921
- Marc Sellam 1974
- Bernard Di Tullio 1974
- Alain Goga 1976
- Guy Lacroix 1976